# 나하반드

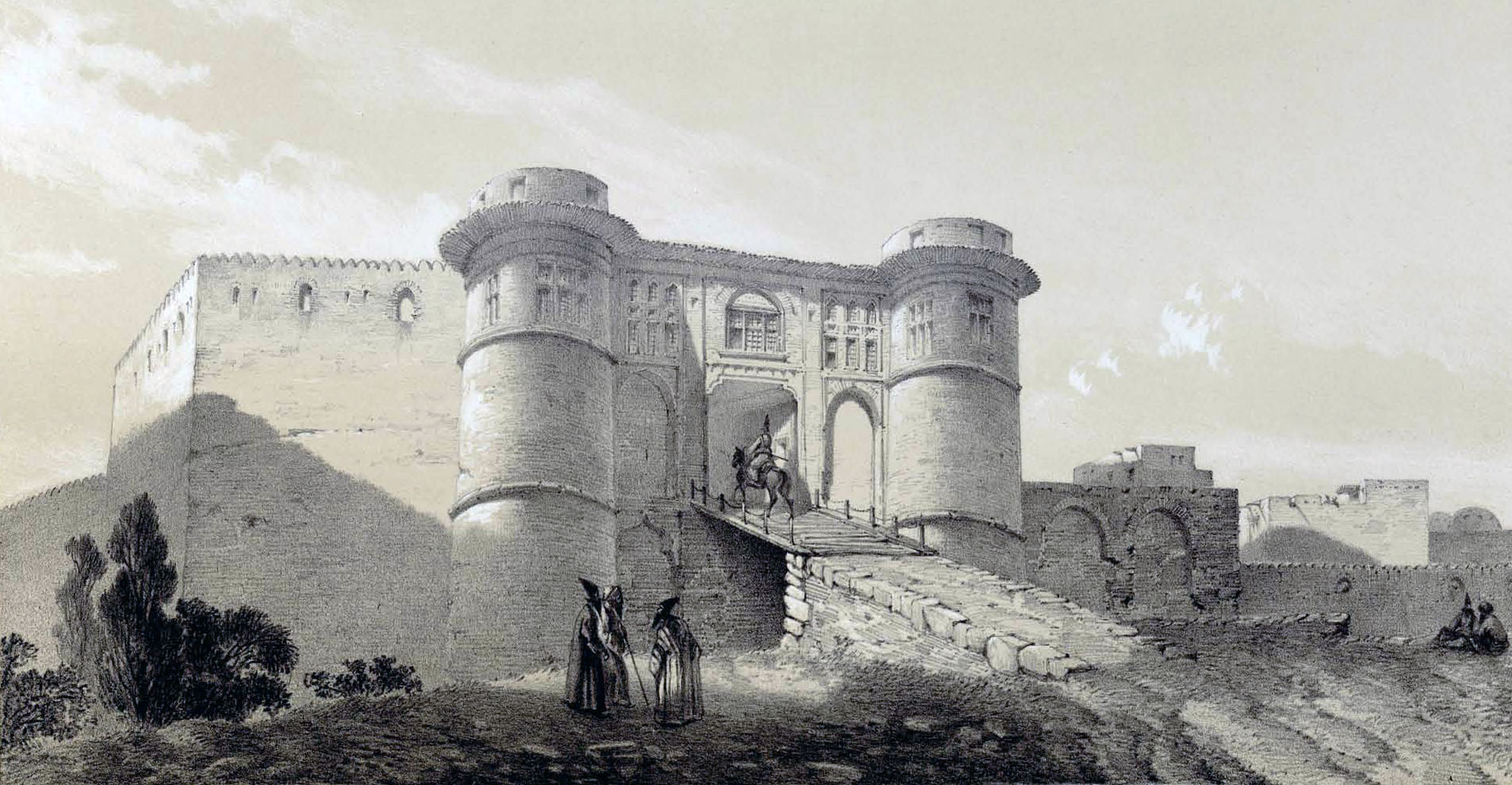

나하반드(페르시아어: نهاوند)는 이란 하마단주의 도시로 인구는 12,060명(2006년 기준)이다.